# Philips Videopac G7000
Der Philips Videopac Computer G7000 oder kurz G7000 ist eine Spielkonsole des niederländischen Unternehmens Philips, die 1978 in den Handel kam. In den Vereinigten Staaten war das Gerät unter der Bezeichnung Magnavox Odyssey 2 erhältlich.

## Technische Daten
Das Gerät basiert auf einer 8-Bit-Mikroprozessorarchitektur. Im verbauten Intel-8048H-Microcontroller (als Ersatzteil ist ein D8748 möglich) sind 64 Byte Arbeitsspeicher enthalten, weitere 128 Byte RAM werden durch einen 6810-RAM-Baustein bereitgestellt. Im Controller integriert ist ebenso ROM mit einer Kapazität von 1024 Byte. Die Grafik erzeugt ein spezieller Prozessor, der Intel 8245. Bildschirmauflösung beträgt 160 × 200 Bildpunkte bei acht möglichen Farben. Die Tonerzeugung übernimmt ein einzelner Tonkanal. Eine Besonderheit des Gerätes ist die eingebaute Folientastatur. Die beiden im Lieferumfang enthaltenen Joysticks sind digitale 8-Wege-Steuerknüppel mit einem Feuerknopf. Bei einigen G7000-Konsolen sind sie fest mit der Konsole verbunden, bei anderen Varianten hingegen steckbar. Das später erschienene Modell G7200 enthält neben der Konsolenelektronik auch einen monochromen Monitor.
Die Spiele sind auf Videopac genannten Steckmodulen gespeichert, die bis zu 8 KB fassen. Philips brachte ca. 60 verschiedene Module heraus, weitere Spiele erschienen bei Fremdherstellern wie Parker, Imagic oder Jopac. Die Videopac-Module konnten mit einem Griff sicher aus der Konsole gezogen werden, ohne dass die Konsole dazu ausgeschaltet werden musste, wie es bei anderen Spielkonsolen üblich war.
Der Nachfolger Philips Videopac G7400 hatte eine verbesserte Grafikdarstellung. Module, die diese Fähigkeiten ausnutzen können, werden als Videopac+ bezeichnet. Einige dieser Videopac+-Module sind bis auf ein Hintergrundbild identisch mit normalen Videopac-Modulen, sie funktionieren daher auch im G7000, andere laufen nur auf dem G7400. Diese enthalten ROMs bis zu 16 KB.

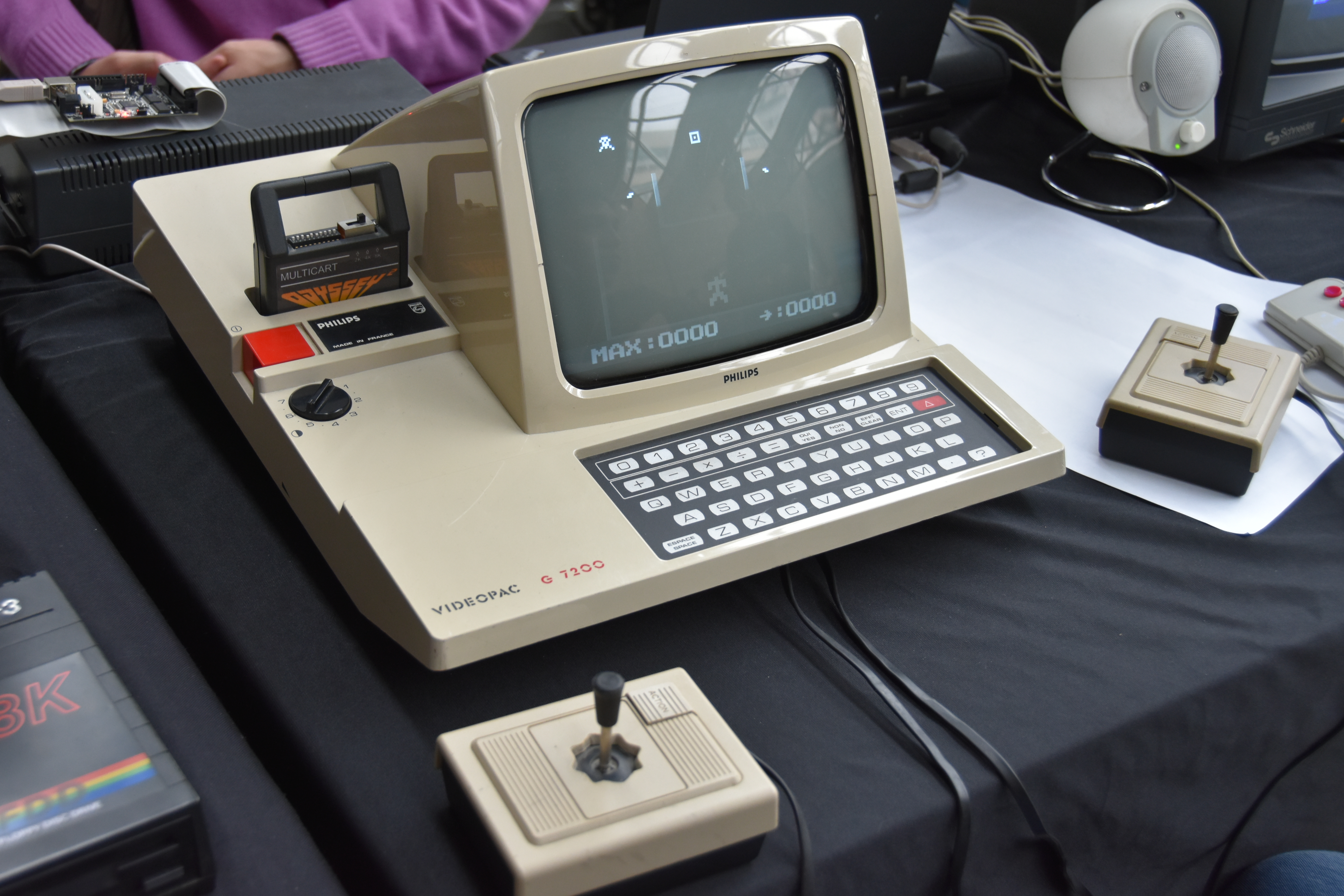
Philips G7200
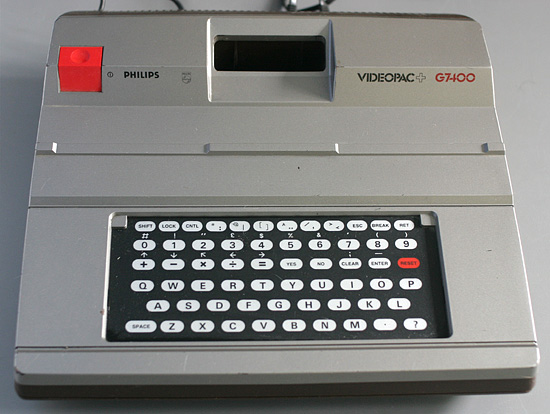
Philips Videopac G7400

## Software

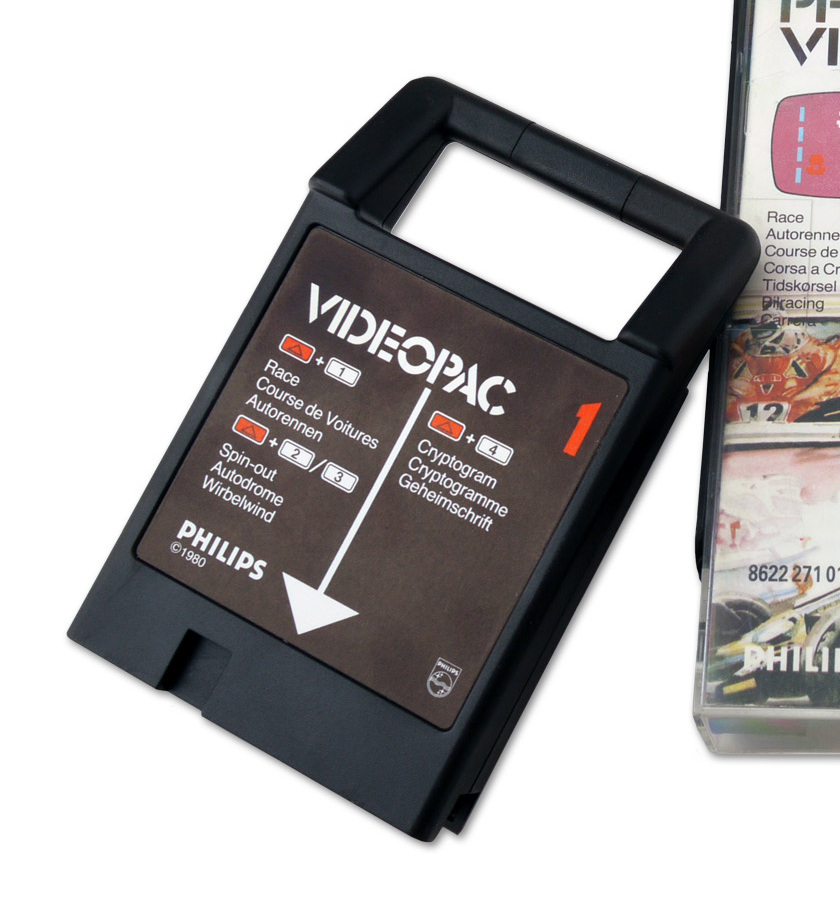
Module 01

### Spielmodule für das Philips G7000/G7400

Videopac 04 Panzerschlacht

1. Autorennen, Wirbelwind und Geheimschrift (auch als Plus-Version)
2. Memory, Rendezvous im Weltraum und Knobeln
3. American Football
4. See- und Luftkrieg und Panzerschlacht
5. Black Jack
6. Bowling und Basketball
7. Der kleine Mathematikus und Paß auf
8. Baseball
9. Computer Programmer
10. Golf
11. Krieg im Weltall (auch als Plus-Version)
12. Das Millionenspiel
13. Vorschulrechnen
14. Revolverhelden
15. Samurai
16. Schiffe versenken und Schützenfest
17. Chinese Logic
18. Laserkrieg
19. Catch The Ball und + Naughts & Crosses
20. Burgenschlacht (auch als Plus-Version)
21. Das Geheimnis der Pharaonen
22. Das Weltraum-Monster (auch als Plus-Version)
23. Einarmiger Bandit
24. Flipper
25. Skirennen
26. Korbball
27. Tischfußball
28. Volleyball
29. Dämme sprengen
30. Schlachtfeld
31. Musikant (mit Tastaturschablone)
32. Labyrinth und Supermind
33. Kunstspringer
34. Satellite Attack (auch als Plus-Version)
35. Billard
36. Fußball und Eishockey
37. Affenjagd
38. Supermampfer
39. Freiheitskämpfer (auch als Plus-Version)
40. 4-gewinnt
41. Eroberung der Welt (Brett- und Videospiel)
42. Die Suche nach den Ringen (Brett- und Videospiel)
43. Pickel Peter (auch als Plus-Version)
44. Supermampfers Rache
45. Morse
46. Wall Street (Brett- und Videospiel)
47. The Mousing Cat
48. Back Gammon
49. Turtles
50. Super Bee
51. + Terrahawks
52. + Killer Bees
53. + Nightmare
54. + Loony Ballon
55. + Neutron Star
56. + Norse Man (nur auf G7400 bzw. Jopac spielbar)
57. + Blobbers
58. + Air Battle
59. + Helicopter Rescue (nur auf G7400 bzw. Jopac spielbar)
60. + Trans American Rally (nur auf G7400 bzw. Jopac spielbar)
61. Interpol (unveröffentlicht)
62. + Clay Pigeon (unveröffentlicht, Prototyp)
63. + Flashpoint (unveröffentlicht, spätere Entwicklung)
64. Shark Hunter (unveröffentlicht, Prototyp)
65. Spider Man
66. Route 66
67. Martian Threat
68. MelRep
69. Play Tag
70. Terrahawks 2
71. DD Dark Dungeon +
72. FF Free Food For Fish +
73. A Newscaster
74. CSV Verkehrsspiele und Traffic Games Module 1+2
75. Schach-Modul C7010 (Schachcomputer-Modul mit zusätzlich CPU/RAM, läuft sowohl auf G7000 als auch auf G7400)
76. Computer-Modul C7420 (BASIC-Programmier-Modul mit zusätzlich CPU/RAM, nur mit G7400 kompatibel)

### VonParker Brothers
- Super Cobra
- Q*bert
- Popeye
- Frogger
- Tutankham (unveröffentlicht, Prototyp)
- Spider-Man (unveröffentlicht, Prototyp)

### VonImagic
- Demon Attack
- Atlantis

### Von Revival Studios
- Air Assault
- Astrododge, Astrododge Versus
- Cavity
- Colorclash
- Down!
- Mage, Mage 2, Mage 3
- Mayhem
- Ralph Baerʼs Pinball
- Stairrunner
- Strikeforce

### AlsHomebrew
- Amok!
- Cold Case
- HERO
- Laser Blitz
- Moon Town
- Mr. Roboto
- Spaceman Splorf: Planet of Doom
- Tower Turtles

## Add-Ons
- The Voice
- C7030 RAM Cart (Sören Gust)
- C7050 Non-Volatile Game Emulator
- C7051 Game Recorder Cartridge
- C7060 Game Selector (Rene van Enden)
- C7061 Game Selector (autorisiert durch Rene)